# 鹅作剧
《鹅作剧》（中国大陆又译作）是一款由澳洲工作室House House开发并由Panic Inc.在Microsoft Windows、macOS、任天堂Switch、PlayStation 4和Xbox One等平台上发行的益智潜行类独立游戏。在游戏中，玩家将操作一只大鹅，在一座英式小镇上为非作歹，扰乱小镇居民们的平静生活。玩家需要利用大鹅自身的力量来操控游戏中的物品和影响非玩家角色来完成游戏中的目标，并推进游戏的进度。
游戏在2017年公布，并于2019年9月20日在Microsoft Windows、macOS上的Epic游戏商店和任天堂Switch平台率先发售，同年12月17日在PlayStation 4和Xbox One平台发售。游戏在发售后获得好评，并且迅速成为网络迷因。游戏在商业上也获得成功，截至2019年12月底，游戏销量超过了100万份。2020年9月23日，开发商推出双人合作模式的免费更新内容并上架Steam和itch.io。
《鹅作剧》在第23届D.I.C.E.奖中获得了三个奖项包括“年度游戏”，是继《风之旅人》7年后，再次奪得「年度遊戲」的獨立遊戲作品。

## 遊戲玩法
《無名鵝愛搗蛋》的舞台坐落在恬靜的英國村鎮內，玩家可以控制一隻鵝作出嗚叫、突然彎下身、奔跑、拍打翅膀或用喙搶走物品等動作，打擾人類村民的生活。村鎮分為多個區域，而每個區域都會有一個任務列表，例如偷竊某些物件或引導人類做某些事情。玩家完成足夠多的任務後，系統會再給出一項附加任務，而附加任務完成後，鵝便會往下一個區域移動。完成四個區域後，鵝會進入一個縮小版的村鎮，在那兒鵝要在返回原本的世界前偷掉缩小版村镇上钟楼的一個鈴鐺，而當地村民則會試圖阻止它。在《無名鵝愛搗蛋》的結尾會顯示鵝在遊戲開始之前便已經偷走了很多鈴鐺。《無名鵝愛搗蛋》還有一些隱藏的可選任務，其中許多任務需要找遍多個區域或在一段時間內完成一個區域才能達成。

## 開發與發行
《鹅作剧》由位於澳洲墨爾本的四人獨立工作室House House開發，並由Panic Inc.於2019年9月20日在Windows、macOS和Nintendo Switch上發行。遊戲的想法最初來自House House員工在公司內部通訊中發布的鵝照片。這引起團隊之間對鵝題材作品的討論，但他們將這想法擱置了幾個月，直到他們意識到這有可能成為有趣的遊戲為止。《鹅作剧》是House House的第二部作品，與首部作品一樣，《鵝》亦得到澳洲官方組織Film Victoria的補助。
House House以《超級瑪利歐64》作為希望開發的遊戲類型的最初靈感，他們希望玩家可以控制一個在3D環境中跑來跑去的角色。House的前作《你推我拉》是一款2D的平塗水筆風格遊戲，而《無名鵝愛搗蛋》亦使用了與其類似的格調：低多边形網格、平塗水筆和無紋理的3D模型。《無名鵝愛搗蛋》之所以得名，是因為House House在未定名前得悉該遊戲要在奇幻影展的「奇幻街機」展攤演示，而匆忙地提交此標題。開發團隊唯一想到的替換標題是《熱情如鵝》（Some Like it Honk），但當他們開始在社交媒體上推廣遊戲時，粉絲們已迷上《無名鵝愛搗蛋》這一標題，而因此從未認真考慮。
《無名鵝愛搗蛋》的NPC會在鵝移動他們的物品後作整理。當玩家成功限制NPC的行動後，遊戲則會演變成獨特的潛行體驗，但與其他潛行類遊戲不同的是，此作的目標是要鵝吸引NPC的注意力而以防被抓，而不是讓鵝像大多數潛行類遊戲一樣保持隱蔽。《無名鵝愛搗蛋》有一個類似於刺客任務系列的任務清單，遊戲其中一位設計師雅各布·斯特拉瑟（Jacob Strasser）笑指「它就像一個哏：以暴力消除暴力，而我們只把它當成笑話看待」。至於選擇英國村鎮作為故事舞台方面，另一位設計師尼可·迪塞爾多普（Nico Disseldorp）則稱是因為其風格與鵝的存在格格不入。
House House在2017年10月發佈《無名鵝愛搗蛋》的第一條預告片。該預告片在社交網站上獲得病毒式的流行，並使開發團隊意識到他們有一個可以深入構築的流行概念。預告片由丹·戈爾丁配樂，同時也使用了阿希爾-克勞德·德布西《序曲》第一集第十二首《吟遊詩人》（Minstrels）的其中幾段。在預告片音樂得到積極的迴響後，House House打算將其放進《無名鵝愛搗蛋》的原聲帶內。為此，戈爾丁將鋼琴音軌分成兩個部分，一個為正常的演奏，另一個則是較為柔和小聲的演奏，兩者加起來總共400個音樂分段。這些分段根據音強的大小進行分類，並根據遊戲內的情況進行播放。例如當鵝纏擾人類時，《無名鵝愛搗蛋》會播放較為柔和的《吟遊詩人》，而一旦被人類追趕時則會轉為正常的鋼琴音樂。
在最初的預告片發佈後，《無名鵝愛搗蛋》陸續在遊戲開發者大會、PAX Australia和PAX West等會展上演示。而在2019年E3電子娛樂展上，House House則宣佈PC版遊戲將在Epic Games商城上獨佔發售。至於為何選擇在Epic Games商城，他們解釋道是因為該商城的獨佔合約能讓兼職的開發人員有動力成為全職。開發團隊同時表示，他們正在研究將《無名鵝愛搗蛋》移植到其他平台，包括手機。其PlayStation 4和Xbox One版本在2019年12月17日發行，其中後者可見於Xbox Game Pass內。

## 反應
《無名鵝愛搗蛋》在發行後獲得評論家的大致好評。在Metacritic上，其NS版根據42條評論獲得81/100分，PC版則為17條評論的79/100分，兩者皆屬「大致正面評論」。
IGN的湯姆·馬克斯（Tom Marks）為《無名鵝愛搗蛋》打出8/10分，除了稱讚其擁有「愚蠢」的設計。他表示：「《無名鵝愛搗蛋》是一款既簡潔又優美無比的作品，它令我在遊玩時一直在微笑，同時還一直在扮鵝叫」。Game Informer的金伯利·華倫斯（Kimberley Wallace）給予《無名鵝愛搗蛋》7.5/10分，他與馬克斯一樣讚揚遊戲的「愚蠢」，但也批評其存在內容淺薄且重複。他指出：「《無名鵝愛搗蛋》是一個很棒的概念，且由始至終都是迷人的。對人類惡作劇真的很有趣，而以鵝的身份做這件事更添快感。大部份人是以遊戲很『愚蠢』為前提下玩的，幾個小時內完成其流程後就不再碰它了。如果你只想用鵝來煩擾那些人類的話，《無名鵝愛搗蛋》是你的不二之選，但其膚淺和重複性使它不可能是一份真正吸引人的遊戲」。而Destructoid的CJ·安德里森（CJ Andriessen）則為《無名鵝愛搗蛋》評出8.5/10分，並將它與著名兒童動畫《笑笑羊》作比較。他表示：「《無名鵝愛搗蛋》令我想起動畫系列《笑笑羊》，幾乎沒有任何對話、很多滑稽的動作，還有人類一直被鵝所吸引。但與《笑笑羊》的肖恩不同的是，《無名鵝愛搗蛋》的鵝可不是一個熱心助人且人見人愛的淘氣鬼——牠只是一個混帳而已」。
《無名鵝愛搗蛋》在發行後引起了類似於《模擬山羊》的爆紅現象，兩者皆是以動物為基礎的沙盒風格遊戲，且目的都是在遊戲內製作混亂。

### 銷售
在NS版發行的前兩週內，《無名鵝愛搗蛋》售出了十萬多份。該作在澳大利亞、英國和美國的Nintendo Switch遊戲銷售排行榜上亦名列首位，甚至比同為當天發售的《薩爾達傳說：織夢島》還要高。了2019年末，《無名鵝愛搗蛋》在所有平台上的銷量都超過了一百萬。
作為為受英國殖民者掠奪土地的澳洲原住民提供補償的「Pay the Rent」計劃的參與者之一，House House把《無名鵝愛搗蛋》的1%收入捐贈給烏倫傑里部落，原因是他們的工作室以前就位於原屬於該部落居住的土地上。

### 所得獎項和提名
| 年份 | 獎項             | 類別                   | 結果 | 來源          |
| ---- | ---------------- | ---------------------- | ---- | ------------- |
| 2019 | 金搖桿獎         | 突破獎                 | 獲獎 | [ 46 ] [ 47 ] |
| 2019 | 金搖桿獎         | 終極年度遊戲           | 提名 | [ 46 ] [ 47 ] |
| 2019 | 鈦獎             | 年度獨立遊戲           | 提名 | [ 48 ]        |
| 2019 | 游戏大奖         | 最佳獨立遊戲           | 提名 | [ 49 ]        |
| 2019 | 游戏大奖         | 新晉獨立遊戲開發       | 提名 | [ 49 ]        |
| 2020 | 紐約遊戲大獎     | 外百老匯獎最佳獨立遊戲 | 提名 | [ 50 ]        |
| 2020 | D.I.C.E.獎       | 年度遊戲               | 獲獎 | [ 51 ] [ 9 ]  |
| 2020 | D.I.C.E.獎       | 傑出獨立遊戲成就       | 獲獎 | [ 51 ] [ 9 ]  |
| 2020 | D.I.C.E.獎       | 傑出遊戲指導成就       | 提名 | [ 51 ] [ 9 ]  |
| 2020 | D.I.C.E.獎       | 傑出角色設計成就（鵝） | 獲獎 | [ 51 ] [ 9 ]  |
| 2020 | NAVGTR獎         | 最佳動畫               | 獲獎 | [ 52 ] [ 53 ] |
| 2020 | NAVGTR獎         | 最佳新品牌遊戲設計     | 獲獎 | [ 52 ] [ 53 ] |
| 2020 | NAVGTR獎         | 最佳益智遊戲           | 獲獎 | [ 52 ] [ 53 ] |
| 2020 | NAVGTR獎         | 最佳新品牌音效         | 獲獎 | [ 52 ] [ 53 ] |
| 2020 | 獨立遊戲節獎     | 謝默斯·麥克納利大獎    | 提名 | [ 54 ]        |
| 2020 | 獨立遊戲節獎     | 最佳音效               | 提名 | [ 54 ]        |
| 2020 | 游戏开发者选择奖 | 年度遊戲               | 獲獎 | [ 55 ]        |
| 2020 | 游戏开发者选择奖 | 最佳音效               | 提名 | [ 55 ]        |
| 2020 | 游戏开发者选择奖 | 最佳設計               | 提名 | [ 55 ]        |
| 2020 | 游戏开发者选择奖 | 創新獎                 | 提名 | [ 55 ]        |